# Konowka
Konowka (ukrainisch und russisch Коновка, rumänisch Cofa) ist ein Dorf im Nordosten der ukrainischen Oblast Tscherniwzi mit etwa 400 Einwohnern (2021).
Am 12. Juni 2020 wurde das Dorf ein Teil neu gegründeten Siedlungsgemeinde Kelmenzi im Rajon Kelmenzi, bis dahin bildete es die Landratsgemeinde Konowka (Коновська сільська рада/Konowska silska rada) im Norden des Rajons.
Seit dem 17. Juli 2020 ist der Ort ein Teil des Rajons Dnister.
Die Ortschaft liegt auf einer Höhe von 200 m 2 km westlich vom Dorf Lenkiwzi am Ufer des Dnister, der hier die Grenze zur Oblast Chmelnyzkyj bildet. Das Dorf befindet sich etwa 90 km nordöstlich vom Oblastzentrum Czernowitz.
Im Dorf wurde 1900 die orthodoxe Mariä-Himmelfahrtkirche errichtet.
Nordöstlich von Konowka verläuft die Territorialstraße T–26–17, über die das Rajonzentrum Kelmenzi nach 14 km in südöstliche Richtung zu erreichen ist. Die nächstgelegene Bahnstation befindet sich im benachbarten Lenkiwzi an der Bahnstrecke Kelmenzi–Kalinkawitschy.

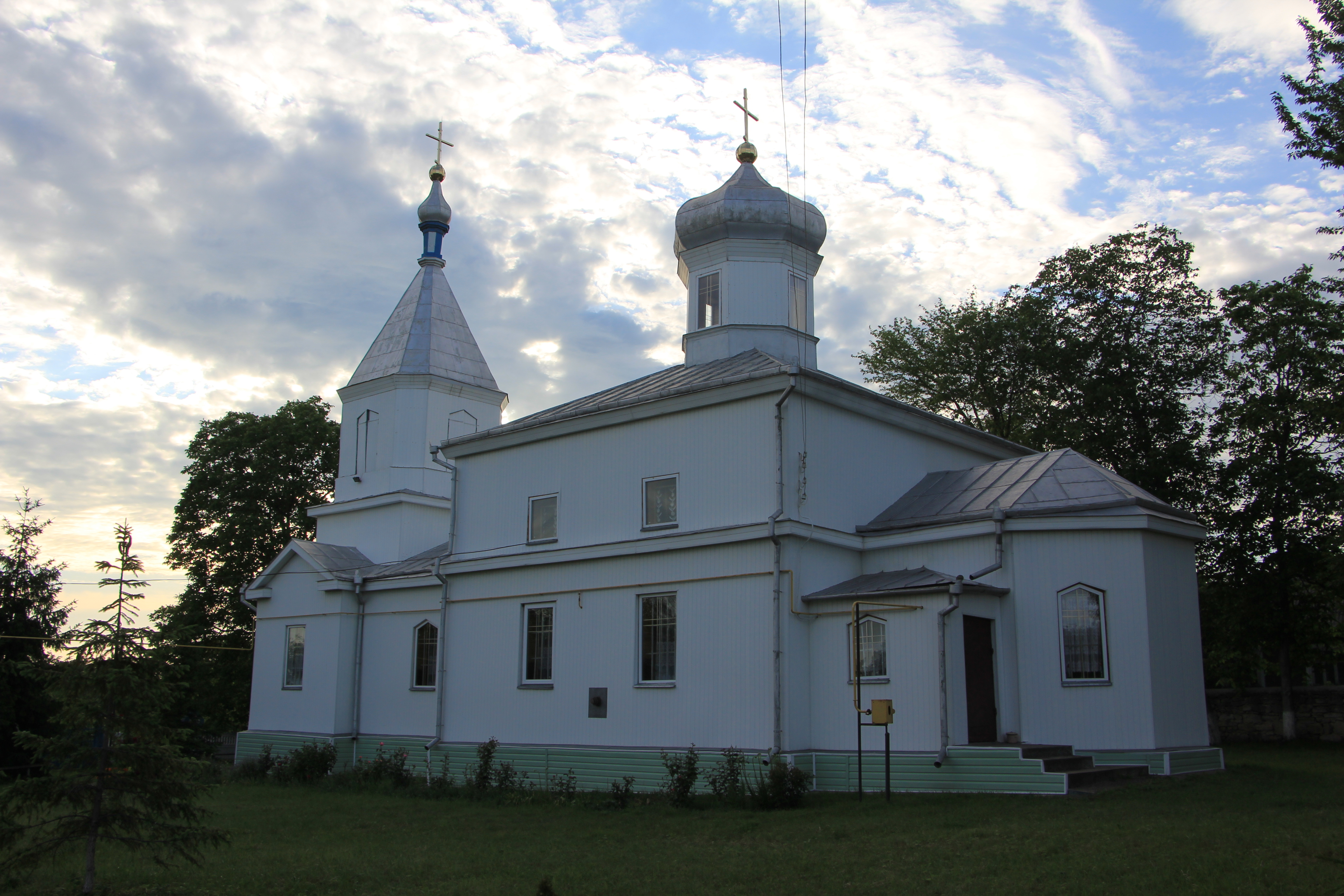
Seitenansicht der Mariä-Himmelfahrt-Kirche
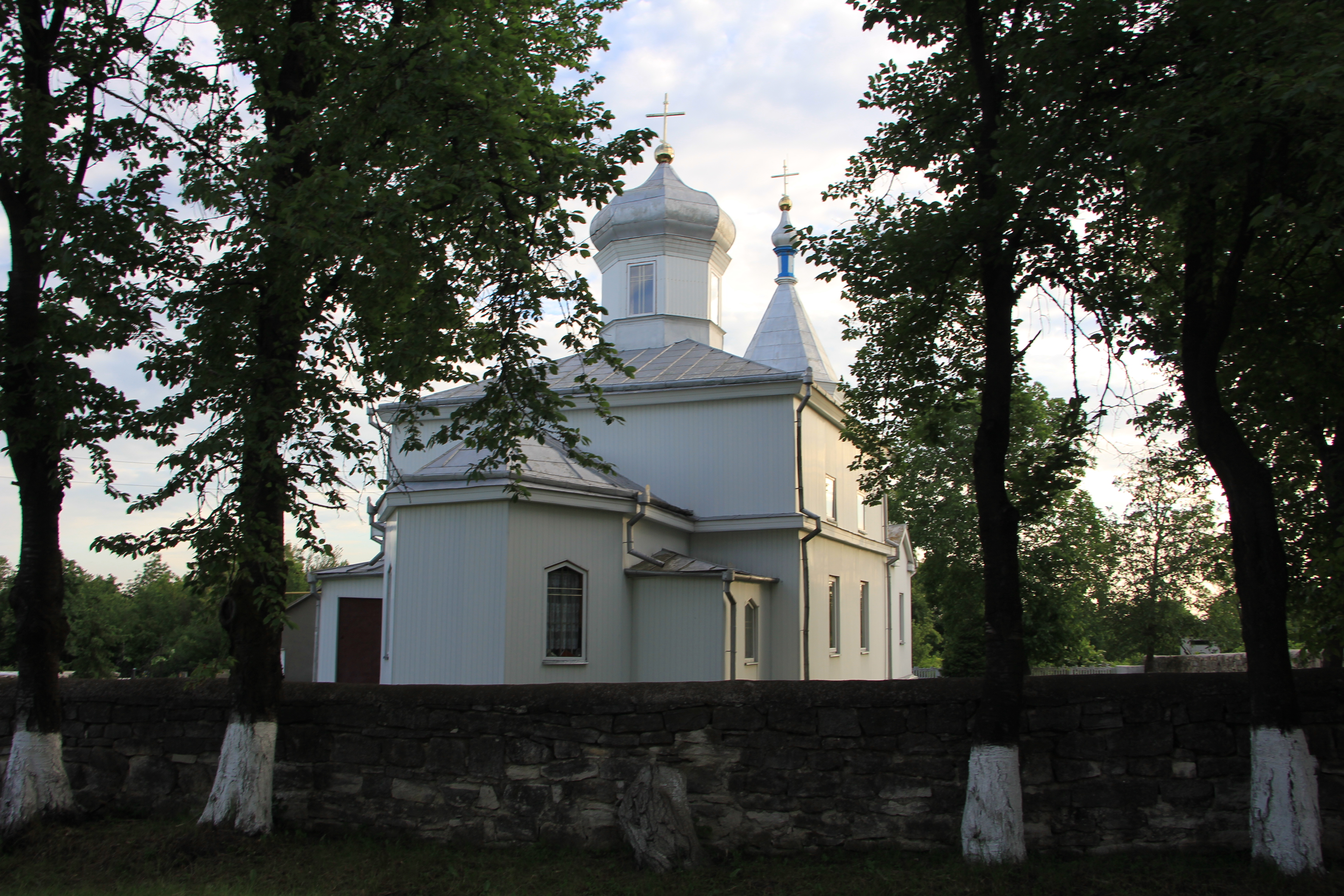
Orthodoxe Mariä-Himmelfahrt-Kirche
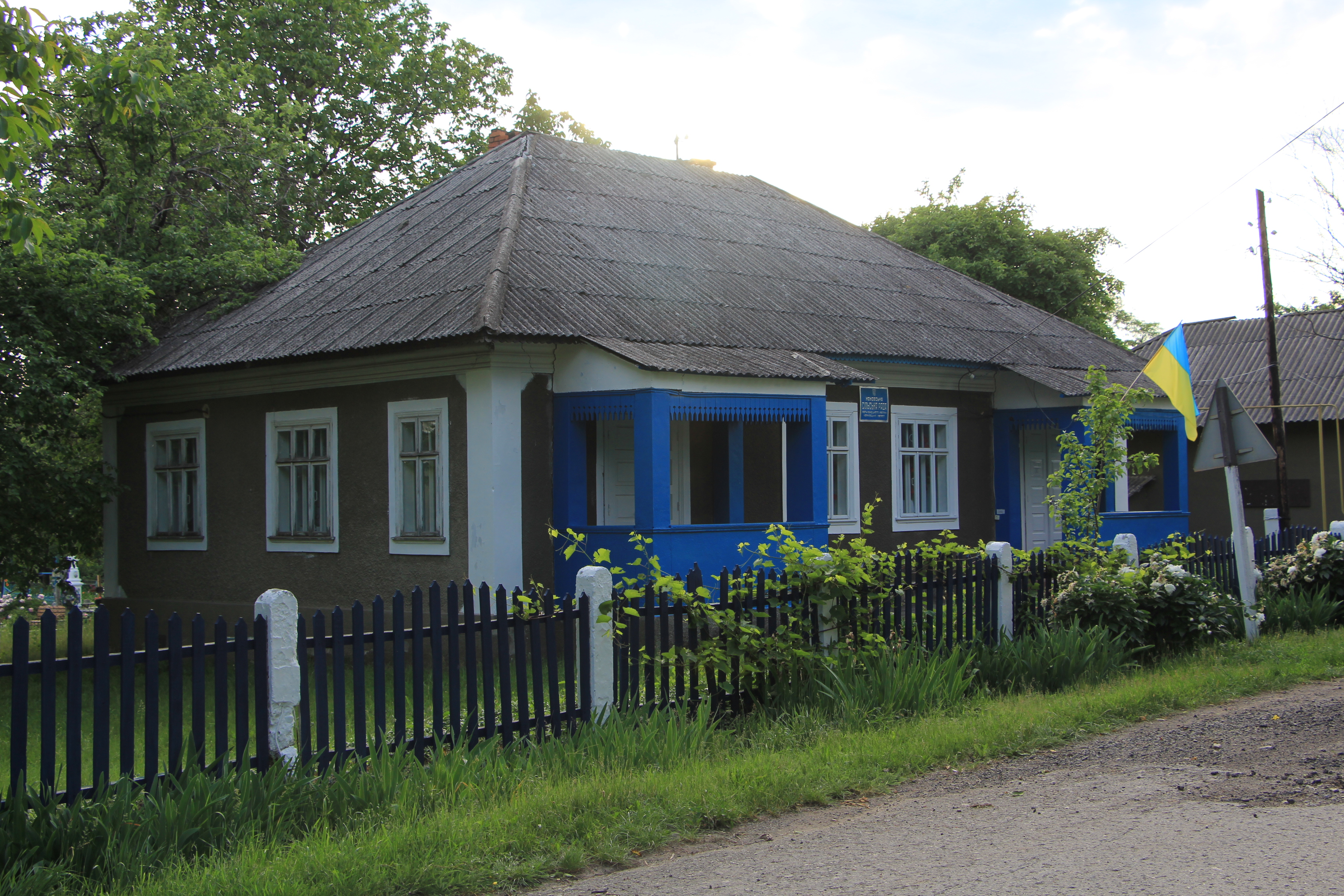
Gemeindehaus
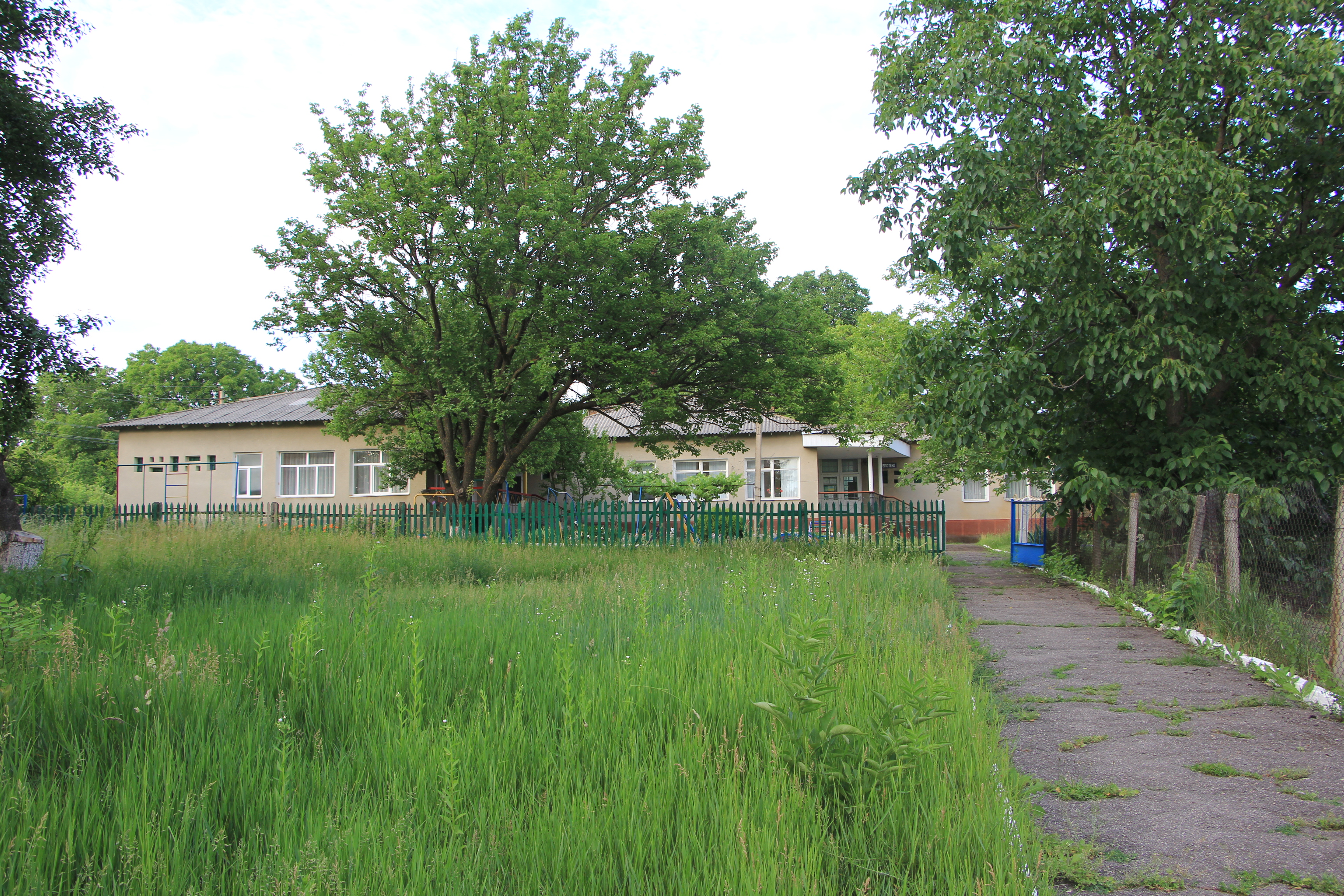
Gemeindebibliothek